# Ton van Duinhoven
Antonius Mechel (Ton) van Duinhoven (Schiedam, 12 mei 1921 - Amsterdam, 26 augustus 2010) was een Nederlands journalist, acteur en tekstschrijver.
Hij begon zijn carrière op de sportredactie van Het Parool. In 1948 trad hij voor het eerst op, in het journalistencabaret De Inktvis, waar ook Annie M.G. Schmidt en Simon Carmiggelt aan meewerkten. Daarna werd hij professioneel cabaretier in het ABC Cabaret van Wim Kan en Corry Vonk.
Hierna ondernam Van Duinhoven in de culturele sector heel uiteenlopende zaken: hij trad op voor radio en televisie, en was te zien op het toneel en in films. In 1953 speelde hij de hoofdrol in de Nederlandse speelfilm "Rechter Thomas". In 1960 maakte hij als zanger deel uit van de Nederlandse equipe op het Knokkefestival, samen met Rita Reys, Corry Brokken, Teddy Scholten en Willy Alberti. Ook zette hij een aantal conferences op de plaat. 
Veel succes had zijn creatie van de chagrijnige Feyenoord-suppoost Crooswijk. In 1973 verscheen een single van het typetje met alleen gesproken  
woord "Nou Jaap Swart eindelijk opsodemietert..", B-kant deel 2. De plaat stond 5 weken genoteerd in de Top 40 met als hoogste plaats de 19e.

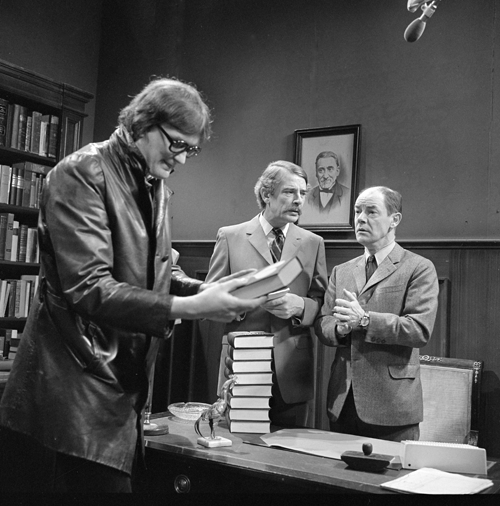
Wim de Bie, Ton Lensink en Ton van Duinhoven in Hadimassa (1970)

Bij het grote televisiepubliek werd Van Duinhoven bekend door zijn optreden in het programma Hadimassa naast Annemarie Oster, Kees van Kooten en Wim de Bie. Ook was hij jarenlang te zien in reclamespots van Jamin. Daarna deed hij onder andere mee aan de "Van Speykshow" van de KRO, waarin hij een paar memorabele typetjes creëerde. 
De laatste grote rol die hij speelde was die van Ronald Reagan in de VPRO-serie "Reagan – let's finish the job."
Ton van Duinhoven huwde in 1960 met de actrice Ina van Faassen (overleden in 2011). Hij overleed op 89-jarige leeftijd, na vijf jaar bedlegerigheid. Hij werd op donderdag 2 september 2010 begraven op de Amsterdamse begraafplaats Zorgvlied.